# Un abril màgic
Un abril màgic (títol original: Enchanted April) és una pel·lícula britànica dirigida per Mike Newell, estrenada l'any 1992. Ha estat doblada al català.

## Argument
Als anys 1920, a Londres un dia de pluja, Lottie Wilkins llegeix per casualitat l'anunci d'un diari que proposa llogar una vila a Itàlia. De condició modesta però volent allunyar-se durant un temps temps del seu marit i de la seva monotonia diària, busca tres altres llogateres per a la durada d'un mes: la seva veïna Rosa Arbuthnot, una vídua, Madame Fisher, i la jove Caroline Dester...

## Repartiment
- Josué Lawrence: Lottie Wilkins
- Miranda Richardson: Rosa Arbuthnot
- Alfred Molina: Mellersh Wilkins
- Neville Phillips: El vicari
- Jim Broadbent: Frederick Arburthnot
- Michael Kitchen: George Briggs
- Joan Plowright: Mme Fisher
- Polly Walker: Caroline Dester
- Stephen Beckett: Jonathan
- Matthew Radford: Patrick
- Davide Manuli: Beppo
- Vittorio Duse: Domenico
- Adriana Facchetti: Francesca
- Anna Longhi: Costanza

## Premis i nominacions
- 50a Premis Globus d'Or 1992 :
  - Globus d'Or a la millor actriu musical o còmica per Miranda Richardson ;
  - Globus d'Or a la millor actriu secundària per Joan Plowright.
- Cercle de Crítics de Nova York: Millor actriu (Miranda Richardson)
- 3 Nominacions a l'Oscar: Millor guió adaptat, actriu secundària (Plowright), vestuari